# Jonathan Evans (psicólogo)
Jonathan St B. T. Evans (30 de junio de 1948) es un psicólogo cognitivo inglés, actualmente profesor emérito de psicología en la Universidad de Plymouth. En 1975 planteó, junto con Peter Wason, una de las primeras teorías de proceso dual del razonamiento, una idea posteriormente desarrollada y popularizada por Daniel Kahneman. En un Festschrift de 2011, los compañeros de Evans lo describieron como «una de las figuras más influyentes en la psicología del razonamiento humano».

## Primeros años y carrera
Evans empezó su carrera académica estudiando psicología (con especialización en filosofía) en el University College de Londres en 1966, y se graduó en 1969 con una licenciatura con honores de primera clase. El mismo año, comenzó un doctorado sobre inferencia humana titulado Razonamiento deductivo y uso lingüístico (con especial referencia a la negación), supervisado por Peter Cathcart Wason, que completó en 1972. Publicó su primer artículo científico, una descripción temprana del análisis de datos estadísticos mediante un programa de computadora, en 1971. Pasó los siguientes tres años en lo que hoy es la Universidad Metropolitana de Londres.
En 1974, Evans se trasladó a la Universidad de Plymouth, donde ha trabajado desde entonces. Se convirtió en profesor de Psicología Cognitiva en 1985, Director del Centro de Pensamiento y Lenguaje en 1998 y Director de la Facultad de Psicología en 2005. Se convirtió en profesor emérito en 2009.

## Intereses de investigación
Aunque Evans se ha enfocado en todos los aspectos del pensamiento y el razonamiento, es más conocido por su trabajo de la teoría del proceso dual de la cognición, originalmente descrito en un artículo de 1975 titulado Procesos duales en el razonamiento, en coautoría con Peter Wason y publicado en la revista Cognition. Se la considerado «el padrino del modelo estándar de proceso dual que ha llegado a dominar el campo», una idea popularizada más tarde por Malcolm Gladwell, en blink: The Power of Thinking Without Thinking, y Daniel Kahneman, en Pesar rápido, pensar lento. El trabajo de Evans combina la investigación experimental y el análisis teórico y también cubre la racionalidad humana, el razonamiento deductivo, la toma de decisiones y los juicios, el razonamiento condicional y el estudio de heurísticas y sesgos.
Evans ayudó a establecer la revista Thinking & Reasoning y fue su editor de 1995 a 2011; fue miembro además del consejo editorial de Psychological Review de 2009 a 2014.

## Publicaciones selectas

### Libros
- Jonathan St B. T. Evans (2010). Thinking Twice: Two minds in one brain. OUP Oxford. ISBN 978-0-19-954729-6.
- Jonathan St. B. T. Evans (2013). The Psychology of Deductive Reasoning (Psychology Revivals). Psychology Press. ISBN 978-1-317-82046-8.
- Jonathan St B.T. Evans (2013). Reasoning, Rationality and Dual Processes: Selected works of Jonathan St B.T. Evans. Psychology Press. ISBN 978-1-134-61021-1.
- Jonathan St B T Evans (2015). How to Be a Researcher: A strategic guide for academic success. Routledge. ISBN 978-1-317-42260-0.
- Jonathan St. B. T. Evans (2017). Thinking and Reasoning: A Very Short Introduction. Oxford University Press. ISBN 978-0-19-878725-9. OCLC 1006485276.
- Jonathan St B. T. Evans (2019). Hypothetical Thinking: Dual Processes in Reasoning and Judgement. Psychology Press. ISBN 978-1-00-076868-8.

#### Colaboraciones
- Jonathan St. B. T. Evans; Stephen E. Newstead; Ruth M. J. Byrne (1993). Human Reasoning: The Psychology of Deduction. Psychology Press. ISBN 978-0-86377-314-3.
- Peter Cathcart Wason; Stephen E. Newstead; Jonathan St. B. T. Evans (1995). Perspectives on Thinking and Reasoning: Essays in Honour of Peter Wason. Psychology Press. ISBN 978-0-86377-358-7.
- Jonathan St. B. T. Evans; David E Over (2004). If: Supposition, Pragmatics, and Dual Processes. Oxford University Press. ISBN 978-0-19-852513-4.
- Jonathan St. B. T. Evans; Keith Frankish (2009). In Two Minds: Dual Processes and Beyond. Oxford University Press. ISBN 978-0-19-923016-7.
- Jonathan St. B.T. Evans; David E. Over (2013). Rationality and Reasoning. Psychology Press. ISBN 978-1-135-47230-6.

### Artículos
- Wason, P.C.; Evans, J. St B.T. (January 1974). «Dual processes in reasoning?». Cognition 3 (2): 141-154. ISSN 0010-0277. doi:10.1016/0010-0277(74)90017-1.
- Evans, Jonathan St B. T. (November 1984). «Heuristic and analytic processes in reasoning». British Journal of Psychology 75 (4): 451-468. ISSN 0007-1269. doi:10.1111/j.2044-8295.1984.tb01915.x.
- Evans, Jonathan St B. T. (October 2003). «In two minds: dual-process accounts of reasoning». Trends in Cognitive Sciences 7 (10): 454-459. ISSN 1364-6613. PMID 14550493. doi:10.1016/j.tics.2003.08.012.
- Evans, Jonathan St B. T. (18 de abril de 2005). «8. Deductive reasoning».  En Morrison, Robert, ed. The Cambridge Handbook of Thinking and Reasoning (en inglés). Cambridge University Press. ISBN 978-0-521-82417-0.
- Evans, Jonathan St B. T. (1 de enero de 2008). «Dual-Processing Accounts of Reasoning, Judgment, and Social Cognition». Annual Review of Psychology 59 (1): 255-278. ISSN 0066-4308. PMID 18154502. doi:10.1146/annurev.psych.59.103006.093629.
- Evans, Jonathan St B. T. (2016). «A brief history of the Wason selection task».  En Galbraith, Neil; Lucas, Erica, eds. The Thinking Mind: A Festschrift for Ken Manktelow. Psychology Press. ISBN 9781317384083. doi:10.4324/9781315676074. Consultado el 7 de noviembre de 2022.
- Evans, Jonathan St B. T. (October 2016). «Reasoning, Biases and Dual Processes: The Lasting Impact of Wason (1960)». Quarterly Journal of Experimental Psychology 69 (10): 2076-2092. ISSN 1747-0218. PMID 25158629. doi:10.1080/17470218.2014.914547.